# Kalimanggis Kulon
Kalimanggis Kulon is een bestuurslaag in het regentschap Kuningan van de provincie West-Java, Indonesië. Kalimanggis Kulon telt 5331 inwoners (volkstelling 2010).